# 슈트르바

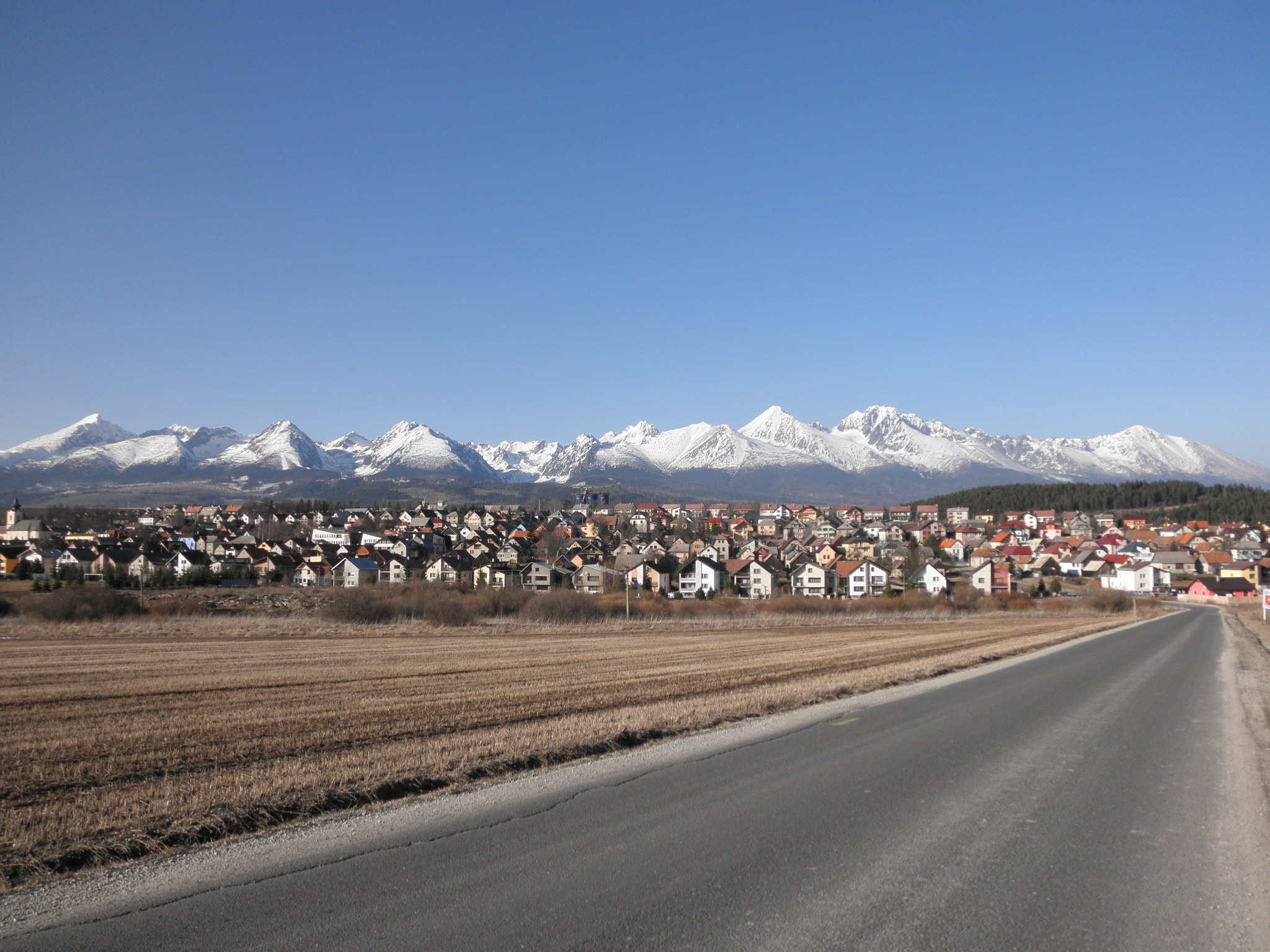
슈트르바

슈트르바(슬로바키아어: Štrba)는 슬로바키아 프레쇼우 주에 위치한 도시로 면적은 43.463km2, 높이는 850m, 인구는 3,640명(2010년 12월 31일 기준), 인구 밀도는 84명/km2이다.
포프라트에서 서쪽으로 약 16km 정도 떨어진 곳에 위치하며 인근에는 슈트르프스케플레소호가 위치한다. 1281년 문헌에 처음 등장했다.